# Let It Go
〈Let It Go〉(렛 잇 고)는 2013년 영화 《겨울왕국》의 뮤지컬 넘버곡이다. 엘사 역의 이디나 멘젤이 불렀다. 데미 로바토가 부른 버전도 있다. 대한민국의 경우, 영화 중에는 박혜나, 엔딩에는 효린이 부른 곡이 삽입되었다. 작곡가는 로버트 로페즈, 작사가는 크리스틴 앤더슨 로페즈이다.

## 작곡
Let It Go는 크리스틴 앤더슨 로페즈와 로버트 로페즈가 처음으로 작곡한 영화 삽입곡이다. 이 듀오는 인어공주와 미녀와 야수 등 다른 디즈니 영화와 아델, 에이미 맨, 레이디 가가, 에이브릴 라빈, 캐롤 킹 같은 수많은 아티스트에게서 영감을 얻었다.
의도하지는 않았지만, 이 곡은 엘사의 감정을 묘사하는 데 중심을 두고 만들어졌다. 공동 제작자인 크리스 벅과 제니퍼 리는, 본래 가사에서 묘사되는 엘사는 악당이었지만, 점차 겨울왕국의 주인공 중 하나로 고쳐졌다고 한다.
Let It Go는 내림가장조 중심으로 구성된다. 다만 처음은 바단조와 비슷하게 시작하며, 2절부터는("Don't let them in, don't let them see") 내림마 믹솔리디언이다. 짧게 조바꿈한 이후 코러스에서는 본래의 내림가장조로 되돌아간다. (단, 노래와 브릿지는 내림라 믹솔리디언과 내림마 믹솔리디언) 노래는 분당 136.9 빠르기에 4박 템포이다. 멘젤의 음역대는 3옥타브 바 음에서 5옥타브 내림마 음을 오간다. 앤더슨 로페즈와 로버트 로페즈는 이디나 멘젤을 "브로드웨이의 아주 아름다운 목소리이자 뮤지컬계의 아이콘"이라 언급하며 그녀를 위해 특히 노래를 작곡했다. 곡은 멘젤의 음역대를 고려하면서 쓰였다.

## 평가
Let It Go는 영화 평론가와 관객들에게 폭넓은 찬사를 받았다. 때로는 이디나 멘젤이 뮤지컬 위키드에서 엘파바 역을 맡으며 부른 곡인〈Defying Gravity〉와 비교하기도 했다
로체스터 시티 뉴스페이퍼는 "이디나 멘젤이 열정을 다해 부른 이 곡은 지속적으로 사랑받는데 필요한 모든 요소를 갖췄다. 이디나 멘젤은 그녀의 가장 유명한 역할만큼이나 이 곡에 많은 힘과 열정을 쏟아부었음을 인정받아야 한다"며 이 곡을 최고의 영화 주제가라 칭했다.
엔터테인먼트 위클리의 마크 스네티커는 이 곡을 "대단한 해방의 찬송가"라고 말했다.
데일리 뉴스의 Joe Dziemianowicz는 "소녀의 힘과, 두려움과 부끄러움을 '다 잊으려는 (let go)' 욕구를 위한 감동적인 헌사"라고 불렀다.

### 수상
| 시상식                    | 부문                         | 결과 |
| ------------------------- | ---------------------------- | ---- |
| 제86회 아카데미상         | 아카데미 주제가상            | 수상 |
| 제71회 골든글로브상       | 최우수 오리지널 송 영화 부문 | 후보 |
| 피닉스 영화 비평가 협회상 | 최우수 오리지널 송           | 수상 |
| 덴버 영화 비평가 협회상   | 최우수 오리지널 송           | 수상 |
| 제18회 새틀라이트 어워즈  | 최우수 오리지널 송           | 미정 |
| 방송 영화 비평가 협회     | 최우수 오리지널 송           | 수상 |

## 차트 및 인증
| 차트 (2013~14)                          | 최고 순위 |
| --------------------------------------- | --------- |
| 오스트레일리아(ARIA)                    | 20        |
| 캐나다 (캐나디안 핫 100)                | 34        |
| 아일랜드 (IRMA)                         |           |
| 뉴질랜드 (레코드 뮤직 NZ)               | 35        |
| 스코틀랜드 (오피셜 차트 컴퍼니)         | 29        |
| 대한민국 (가온 디지털 종합 차트 (국제)) | 1         |
| 대한민국 (가온 디지털 종합 차트)        | 1         |
| 영국 싱글 (오피셜 차트 컴퍼니)          | 31        |
| 미국 빌보드 핫 100                      | 25        |

| 국가                  | 인증 | 판매량/출하량 |
| --------------------- | ---- | ------------- |
| 미국 (RIAA)           | 골드 | 1,000,000     |
| 오스트레일리아 (ARIA) | 골드 | 35,000        |

## 다른 버전
| 언어              | 가수                                                            | 제목                                                                                      | 번역                           |
| ----------------- | --------------------------------------------------------------- | ----------------------------------------------------------------------------------------- | ------------------------------ |
| 알바니아어        | 안토 넬라 Antonela Çekixhi                                      | "Jam e Lirë"                                                                              | "자유다"                       |
| 이베리안 스페인어 | 히셀라(지셀라) Gisela                                           | "¡Suéltalo!"                                                                              | "그것을 풀어놔"                |
| 카탈루냐어        | 히셀라(지셀라) Gisela                                           | "Vol volar, el deixo anar"                                                                | "It wants to fly, I let it go" |
| 남미식 스페인어   | 카르멘 사라히 (영화)/ 마르티나 스토셀 (엔딩)                    | "Libre Soy"                                                                               | "자유다"                       |
| 이탈리아어        | 세레나 아우티에리 (영화) 마르티나 스토셀 (엔딩)                 | "All'alba Sorgerò"                                                                        | "새벽에 나 떠오르리"           |
| 네덜란드어        | 빌레메인 페르카이크 Willemijn Verkaik                           | "Laat Het Gaan"                                                                           | "그것을 털어버려"              |
| 플라망어          | Elke Buyle                                                      | "Laat Het Los"                                                                            | "그것을 풀어놔"                |
| 아이슬란드어      | 아우구스타 에바 에를렌스도티르 Ágústa Eva Erlendsdóttir         | "Þetta Er Nóg"                                                                            | "이젠 됐어"                    |
| 덴마크어          | 마리아 루시아 하이베르크 로젠버그 Maria Lucia Heiberg Rosenberg | "Lad Det Ske"                                                                             | "실현시키자"                   |
| 에스토니아어      | 한나리나 버사 Hanna-Liina Võsa                                  | "Olgu nii"                                                                                | "네 맘대로 해"                 |
| 핀란드어          | 카티아 시르키에 Katja Sirkiä                                    | "Taakse jää"                                                                              | "뒤로 하고 떠나"               |
| 히브리어          | Mona Mor מונה מור                                               | "לעזוב"                                                                                   | "보내자"                       |
| 우크라이나어      | 마리야 야렘추크 Марія Яремчук                                   | "Все одно"                                                                                | "어쨌든지"                     |
| 독일어            | 빌레마인 페르카이크 Willemijn Verkaik                           | "Lass Jetzt Los"                                                                          | "지금 나가자"                  |
| 일본어            | 마쓰 다카코(영화) May J.(엔딩)                                  | "レット･イット･ゴー" 렛토 잇토 고[*](영화) "Let It Go~ありのままで" 아리노마마데[*](엔딩) | "Let It Go/있는 그대로"        |
| 리투아니아어      | 기르만테 바이트쿠테 Girmantė Vaitkutė                           | "Tebūnie"                                                                                 | "있는 그대로"                  |
| 말레이시아어      | 마사 밀란 론도 Marsha Milan Londoh                              | "Bebaskan"                                                                                | "놓아버려"                     |
| 프랑스어          | 아나이스 델바 Anaïs Delva                                       | "Libérée, délivrée"                                                                       | "자유롭게, 해방되어"           |
| 베트남어          | 즈엉호앙옌 Dương Hoàng Yến                                      | "Hãy bước đi"                                                                             | "앞으로 나가자"                |
| 태국어            | Gam Wichayanee Piaklin                                          | "ปล่อยมันไป"                                                                                | "그것을 놓아"                  |
| 러시아어          | Anna Buturlina (영화) Julia Dovganishina (엔딩)                 | "Отпусти и Забудь"                                                                        | "과거는 잊고, 가자"            |
| 한국어            | 박혜나 (영화)/ 효린 (엔딩)                                      | "다 잊어" (영화)/"Let It Go" (엔딩)                                                       | "다 잊어"                      |
| 폴란드어          | 카타지나 와스카 Katarzyna Łaska                                 | "Mam tę moc"                                                                              | "내겐 힘이 있어"               |
| 루마니아어        | 달마 코바치 Dalma Kovacs                                        | "S-a întâmplat"                                                                           | "이미 일어난 일이야"           |
| 브라질 포르투갈어 | 타링 스피우망 Taryn Szpilman                                    | "Livre Estou"                                                                             | "자유다"                       |
| 노르웨이어        | 리사 스토케 Lisa Stokke                                         | "La den gå"                                                                               | "그것을 풀어놔"                |
| 중국어            | 야오베이나 姚贝娜                                               | "随它吧"                                                                                  | "내버려 둬"                    |
| 궈위              | 린신이 林芯儀                                                   | "放開手"                                                                                  | "손을 놓고"                    |
| 광둥어            | 白珍寶 (Jobelle Ubalde)                                         | "冰心鎖"                                                                                  | "얼어붙은 마음을 잠그다"       |
| 튀르키예어        | 베귐 귄젤레르 Begüm Günceler                                    | "Aldırma"                                                                                 | "신경쓰지 않아"                |
| 포르투갈어        | 아나 마르가리다 잉카르나상 Ana Margarida Encarnação             | "Já passou"                                                                               | "지나갔어"                     |

## 같이 보기
- 겨울왕국 (사운드트랙)